# Ælfric (Crediton)
Ælfric († zwischen 985 und 988) war ein englischer Bischof von Crediton. Er wurde 977 zum Bischof geweiht und trat sein Amt im selben Jahr an. Er starb zwischen 985 und 988.